# Claude Thornhill
Claude Thornhill (Terre Haute, 10 augustus 1909 - New York, 1 juli 1965) was een Amerikaanse jazzpianist, arrangeur en orkestleider.

## Carrière
Claude Thornhill speelde reeds als kind piano en studeerde aan het conservatorium van Cincinnati en aan het Curtis Institute of Music. Zijn muziekcarrière begon in de band van Austin Wylie, waar hij ook Artie Shaw ontmoette. Daarna arrangeerde hij van 1928 tot 1931 bij Hal Kemp en in 1935/1936 was hij bovendien arrangeur en pianist in de band van Ray Noble. Daarna werkte hij tot 1939 bij Bing Crosby, maar ook voor Benny Goodman, John Kirby, Paul Whiteman en Maxine Sullivan, voor wie hij het Schotse volkslied Loch Lomond arrangeerde. Bovendien werkte hij als pianist/arrangeur mee aan opnamen van Billie Holiday, die hij in mei 1938 bij You Go to My Head begeleidde. In 1937/1938 ontstonden eerste opnamen onder zijn eigen naam en ging hij met Maxine Sullivan op tournee.
In de zomer van 1939, na een langer verblijf aan de westkust, waar hij muzikaal leider was van de Skinnay Ennis Band en door het hitsucces van Gone With the Wind van Maxine Sullivan prominent was geworden, formeerde Thornhill een eigen orkest. Ze speelden enkele concerten in Californië rond 1940/1942 en in het Glen Island Casino in maart 1941. In Thornhills band speelden toentertijd de muzikanten Irving Fazola (klarinet), Conrad Gozzo (trompet), Rusty Dedrick en de trombonisten Tasso Harris en Bob Jenney. Van deze band werden platen opgenomen, zoals de nummers Where or When, Sleepy Serenade, Snowfall, hun herkenningsmelodie en arrangementen uit de klassieke muziek als Träumerei en Der Ungarische Tanz Nr. 5. Onder de instrumentale nummers onderscheidde het nummer Portrait of a Guinea Farm zich door zijn geestige arrangement.
In de zomer van 1942 speelde het Thornhill Orchestra opnieuw in het Glen Island Casino. Ondertussen was de band uitgebreid tot zeven klarinettisten, twee waldhoorns en een reeks zangers, waaronder Lilian Lane, Martha Wayne en Buddy Stewart. De band nam verdere nummers op, waaronder Somebody Else is Taking My Place en de Gil Evans-arrangementen van There's a Small Hotel en Buster's Last Stand. Aangezien destijds echter veel muzikanten werden opgeroepen voor hun militaire dienstplicht, viel de band uit elkaar, totdat ook Thornhill zelf in oktober 1942 werd opgeroepen voor de marine. Na de onderbreking door oorlogshandelingen vertrokken het Thornhill Orchestra en Gill Evans, die sinds 1941 erbij hoorde, in 1946 naar New York. Tijdens zijn diensttijd bij de marine speelde Thornhill bij de band van Artie Shaw en organiseerde hij shows.
In New York formeerde hij in 1946 een nieuwe bigband, met voormalige bandleden en waartoe incidenteel muzikanten als Lee Konitz, Red Rodney, Tony Scott, Danny Polo, Joe Shulman, Bill Barber, Louis Mucci en Barry Galbraith behoorden. Zangers in de band waren Fran Warren, die zich onderscheidde met A Sunday Kind of Love en Buddy Hughes. Een verdere zanger was Gene Williams, die later een eigen band leidde. Met Gil Evans en Gerry Mulligan als arrangeurs werd het sinds 1941 ontstane concept verder ontwikkeld en in een meer swingend kader gebracht.
Naast het in dit genre leidende swing-orkest van Stan Kenton gingen ook de orkesten van Boyd Raeburn en Claude Thornhill al tijdens de jaren 1940 geleidelijk over naar de jonge bop. Anderzijds breidde de geschoolde componist Thornhill zijn orkest uit met klassieke instrumenten als waldhoorn en later ook tuba, die wederom werden gebruikt door de creatieve arrangeur Gil Evans voor ongewone nieuwe en vollere klankkleuren, deels voorboden voor de cooljazz.
Naast Evans had ook baritonsaxofonist Gerry Mulligan zijn aandeel met arrangementen. Toen Evans in 1948 afscheid nam van Thornhill, omdat hem diens klankdenkbeelden te somber werden, werd de muzikant en muziektheoreticus George Russell diens opvolger. Hoogtepunten zijn de ongewone, door diepe hoorns gekenmerkte versies van Donna Lee, Anthropology, Yardbird Suite en Lover Man, die in 1947 ontstonden. Dit klankbeeld had in 1948-1950 door Evans, Mulligan en Konitz invloed op het historische Miles Davis-nonet met de Birth of the Cool-opnamen bij Capitol Records.
In 1948, toen de bigband-boom voorbij was, na de opnamen van For Heaven's Sake en Let's Call it A Day, ontbond Thornhill de band. Enkele maanden later had hij een optreden met Hal McKusick, Tony Scott, Nick Travis, Gene Quill en Bob Brookmeyer, maar zijn activiteiten in het jazzcircuit werden echter minder. Na een zenuwinzinking tijdens de jaren 1950 formeerde Thornhill tussen langere ziektestadia door nu en dan nieuwe bigbands, ook voor een optreden in de jazzclub Birdland in 1956 en werkte hij later met deels semi-professionelen en kleinere bands.

## Privéleven en overlijden
Rond 1965 woonde hij in New Jersey. In de nacht van 1 juni 1965 overleed hij op 55-jarige leeftijd na twee hartinfarcten.

## Discografie
- 1940/41: Snowfall (Hep Records)
- 1941/47: Buster's Last Stand (Hep Records)
- 1947: The Transcriptions Performances 1947 (Hep Records)
- 1948: The 1948 Transcriptions Performances (Hep Records)
- 1946-1956: The Crystal Gazer - the Later Recordings (Sounds of Yesteryear)

- Bibsys: 4052809
- Bibliothèque nationale de France: cb13900429z (data)
- Gemeinsame Normdatei: 120558963
- International Standard Name Identifier: 0000 0001 1443 6647
- Library of Congress Control Number: n83156020
- Nationale Bibliotheek van Letland: 000069852
- MusicBrainz: 2cb871c2-1aad-4528-8d1a-0cfe00f15c7a
- Nationale Bibliotheek van Tsjechië: ola2002153732
- Nationale Bibliotheek van Israël: 987007339628205171
- Nationale Bibliotheek van Polen: a0000003511028
- Istituto Centrale per il Catalogo Unico: LO1V271037
- SNAC: w6z62580
- Système universitaire de documentation: 15650622X
- Virtual International Authority File: 50060069
- WorldCat: E39PBJxhktQMbrWg46Htvg8Hmd